# Konferencja waszyngtońska
Konferencja waszyngtońska (ang. Washington Naval Conference) – konferencja międzynarodowa, trwająca od 12 listopada 1921 roku do 6 lutego 1922 roku, w Waszyngtonie. Zwołana w sprawie uregulowania sytuacji na Dalekim Wschodzie i Oceanie Spokojnym powstałej po zakończeniu I wojny światowej, awansu Japonii do rangi wielkiej potęgi oraz w celu ograniczenia zbrojeń morskich. W wyniku konferencji podpisano trzy główne układy międzynarodowe i kilka mniejszych porozumień. Najważniejszy z nich, znany jako traktat waszyngtoński lub „traktat pięciu”, ustalił limity tonażu i proporcje flot wojennych USA, Wielkiej Brytanii, Japonii, Francji i Włoch oraz zakaz budowy nowych pancerników.
Główną przyczyną zwołania konferencji był rosnący koszt wyścigu zbrojeń morskich dla państw wyczerpanych I wojną światową. Mimo zniszczenia podczas wojny potęg morskich Niemiec, Austro-Węgier i Rosji, zwycięskie państwa miały rozbieżne interesy i rywalizowały ze sobą. Szczególnie dotyczyło to Japonii, która prowadziła program budowy nowych 8 pancerników i 8 krążowników liniowych. Pomimo najlepszej kondycji finansowej USA wśród zwycięzców wojny, państwo to miało świadomość, że nowo budowane okręty ustępują japońskim, a przy tym Kongres również był coraz bardziej niechętny finansowaniu marynarki po zakończeniu wojny. Propozycję zwołania konferencji ograniczającej zbrojenia morskie przedstawił 10 lipca 1921 roku sekretarz stanu USA Charles Hughes. Propozycja amerykańska była w istocie na rękę państwom europejskim, nie chcącym okazać słabości. Do udziału w konferencji zaproszono 9 państw, wybranych pod kątem posiadania interesów na Dalekim Wschodzie. Ich lista pokrywała się w zasadzie z sygnatariuszami protokołu po powstaniu bokserów, co pozwoliło na pominięcie udziału państw Ameryki Łacińskiej, któremu były niechętne niektóre mocarstwa. Pominięto też przegranych z I wojny światowej oraz komunizującą Republikę Dalekiego Wschodu, istniejącą przez krótki czas na przylegających do Pacyfiku terenach Rosji.
Uczestniczyły w niej Stany Zjednoczone, Japonia, Chiny i sześć państw europejskich: Wielka Brytania, Francja, Włochy, Belgia, Holandia oraz Portugalia. W obradach wzięło udział wielu polityków i wysokich dowódców morskich. Z ramienia gospodarzy konferencji przewodniczył Charles Hughes, a brali udział m.in. Elihu Root i Henry Cabot Lodge. Delegacji brytyjskiej przewodniczył Arthur Balfour i uczestniczył w niej m.in. Pierwszy Lord Morski adm. floty David Beatty, Pierwszy Lord Admiralicji Arthur Lee, z ramienia Kanady Robert Borden, a z ramienia Australii George Pearce. Delegacji japońskiej przewodniczył książę Iesato Tokugawa, lecz głównym negocjatorem był baron Kijūrō Shidehara, natomiast negocjatorem morskim adm. Tomosaburō Katō. We francuskiej delegacji był premier Aristide Briand.
Pierwszym z traktatów był „traktat czterech” (Four Power Treaty) zawarty 13 grudnia 1921 roku przez USA, Wielką Brytanię, Japonię i Francję, rozwiązujący, pod naciskiem politycznym USA, sojusz brytyjsko-japoński, którym Amerykanie czuli się zagrożeni. Pozostałe artykuły stanowiły o wzajemnym respektowaniu status quo sygnatariuszy w zakresie posiadłości wyspiarskich na Pacyfiku.
Najważniejszy z traktatów, znany jako traktat waszyngtoński lub „traktat pięciu”, ustalił limity tonażu i proporcje flot wojennych USA, Wielkiej Brytanii, Japonii, Francji i Włoch (odpowiednio: 5 : 5 : 3 : 1,75 : 1,75). Traktat zakazał także budowy nowych pancerników oraz ograniczył wyporność budowanych okrętów.
Te same państwa podpisały także Traktat regulujący użycie okrętów podwodnych i zabraniający użycia gazów trujących w działaniach wojennych.
Kolejny układ podpisany na tej konferencji 6 lutego 1922 roku, tzw. „układ dziewięciu” (Nine Power Treaty), podkreślał utrzymanie amerykańskiej polityki „otwartych drzwi”, tj. jednakowych praw ekspansji gospodarczej w Chinach, przy zapewnieniu suwerenności, niezawisłości i nienaruszalności ich terytorium. Pod układem tym podpisało się dziewięć państw: oprócz wymienionej wyżej piątki, także Chiny, Belgia, Holandia i Portugalia. Wykluczona została dalsza ekspansja kolonialna w Chinach, a na skutek traktatu Japonia zwróciła Chinom półwysep Szantung, okupowany od 1914 roku. Układ ten został mimo to w przyszłości złamany przez Japonię.
Inne układy dotyczyły spraw związanych z sytuacją na Oceanie Spokojnym. Mocarstwa mające tam posiadłości udzieliły sobie w tzw. „układzie czterech” dla nich wzajemnej gwarancji i przyobiecały sobie konsultacje w razie ich zagrożenia przez jakieś inne państwo (układ został podpisany przez USA, Wielką Brytanię, Japonię i Francję). Ponadto, w 19. artykule traktatu waszyngtońskiego USA, Wielka Brytania i Japonia uznały status quo części swoich baz na Pacyfiku i zobowiązały się nie rozbudowywać na nich fortyfikacji.